# Ta-ming (okres)
Ta-ming (čínsky pchin-jinem Dàmíng, znaky 大名, doslova „Velké jméno“) je okres ležící v městské prefektuře Chan-tan ležící na jihu provincie Che-pej Čínské lidové republiky. Rozloha okresu je 1052 km², má 749 000 obyvatel.
Stejnojmenné sídlo okresu bylo významným městem říše Severní Sung (960–1127). Jako symbol rozhodnosti sungské obrany severní Číny vůči kitanským útokům bylo roku 1042 prohlášeno Severním hlavním městem (Pej-ťing, 北京).